# كليفتون بي. بيتش
كليفتون بي. بيتش (بالإنجليزية: Clifton B. Beach)‏ هو محامي وسياسي أمريكي، ولد في 16 سبتمبر 1845 في الولايات المتحدة، وتوفي بنفس المكان في 15 نوفمبر 1902. حزبياً، نشط في الحزب الجمهوري. انتخب عضو مجلس النواب الأمريكي.